# Belvì
Belvì (sardinski: Brebì) je grad i općina (comune) u pokrajini Nuoru u regiji Sardiniji, Italija. Nalazi se na nadmorskoj visini od 787 metara i ima 634 stanovnika.
 Prostire se na 18,10 km2. Gustoća naseljenosti je 35 st/km2.
Susjedne općine su: Aritzo, Atzara, Desulo, Meana Sardo, Sorgono i Tonara.